# Landwehrkanal

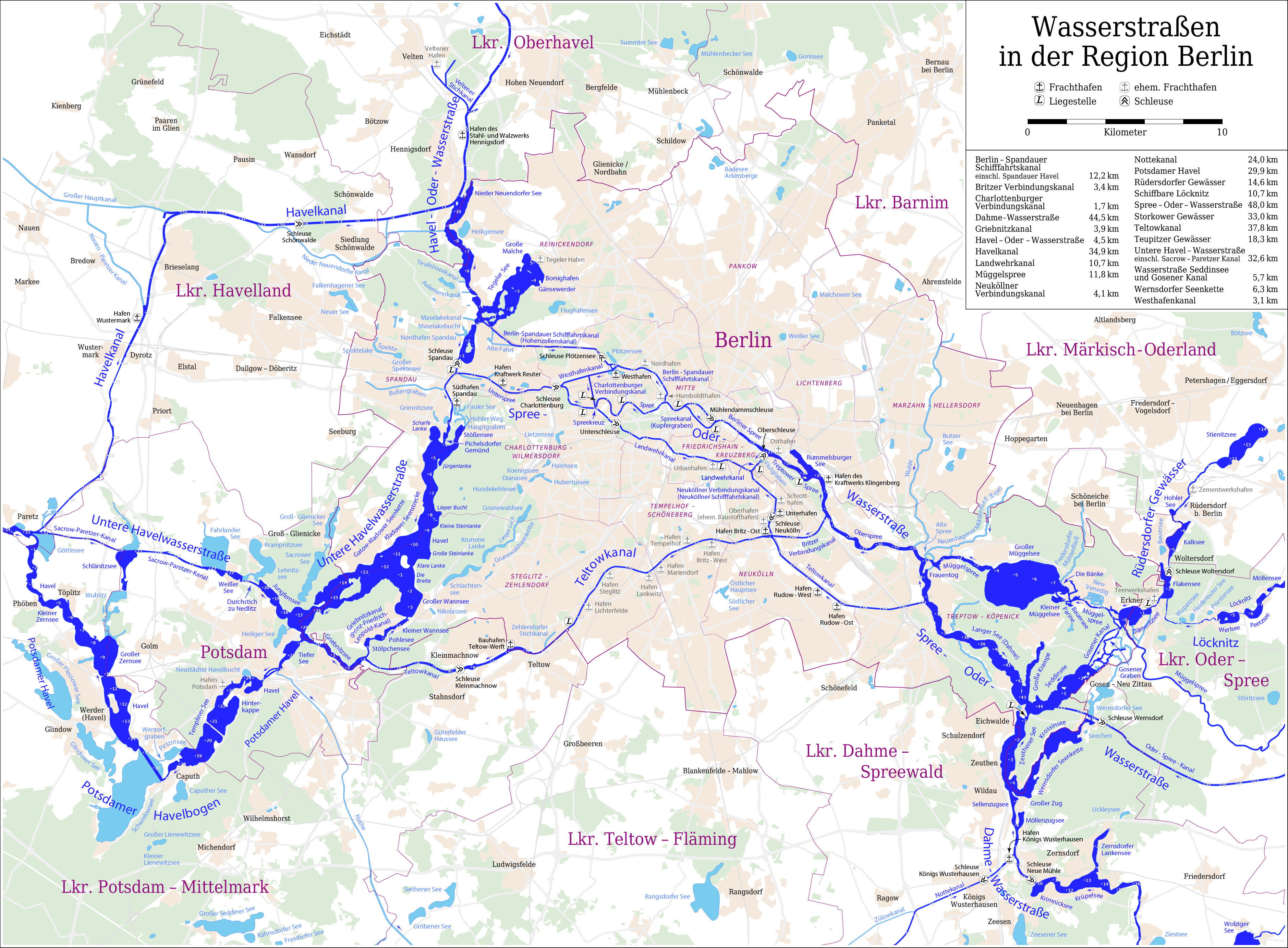
Karte der Wasserstraßen in der Region Berlin

Der Landwehrkanal (LWK) ist eine Bundeswasserstraße in Berlin und zählt rechtlich zur Spree-Oder-Wasserstraße (SOW). Er verbindet als Seitenkanal der Teilstrecke Berliner Spree der Spree-Oder-Wasserstraße die Spree am Osthafen (SOW-km 21,14) mit der Spree am Spreekreuz in Charlottenburg (SOW-km 9,08) und führt mit einer Länge von 10,73 Kilometern durch die Ortsteile Kreuzberg, Neukölln, Tiergarten und Charlottenburg. Der LWK ist als Wasserstraßenklasse I ausgewiesen. Zuständig für die Verwaltung ist das Wasserstraßen- und Schifffahrtsamt Spree-Havel.
Die Kilometrierung beginnt am Spreekreuz in Charlottenburg. Der Kanal hat eine nutzbare Breite von 22 Metern und ist in der Mitte zwei Meter tief. Der durchschnittliche Höhenunterschied von Ost nach West beträgt zwei Meter und wird an den Kanalenden durch die Kanalstufe bei km 10,57 (Oberschleuse und Flutgraben mit Wehr) und die Kanalstufe bei km 1,67 (Unterschleuse und Flutgraben mit Wehr) ausgeglichen.
Seit 2013 darf der Landwehrkanal nur in Talfahrt von der Ober- zur Unterschleuse befahren werden. Zudem gilt eine Geschwindigkeitsbegrenzung von 6 km/h. Ausgenommen davon sind lediglich mit Muskelkraft betriebene Fahrzeuge und solche mit einer Antriebsleistung von weniger als 3,69 kW.

## Name
Der Begriff der Landwehr oder Landhege bezeichnete im spätmittelalterlichen Festungsbau eine vor der Stadtmauer liegende Feldbefestigung. Sie markierte oft die Außengrenzen des städtischen Einflussbereiches. 

## Geschichte

### Landwehrgraben und Ausbau 1705
Schon vor 1700 (der genaue Zeitpunkt ist nicht bekannt) wurde vor der Berliner Stadtmauer zwischen Schlesischem und Halleschem Tor ein Landwehrgraben angelegt. Bei diesem Graben, ursprünglich Schafgraben oder Floßgraben genannt, handelte es sich zunächst um einen Entwässerungsgraben, der Wasser aus dem Sumpfgebiet südlich vom damaligen Berlin in die Spree ableitete. Er wurde 1705 zum Floßgraben ausgebaut, um die Holztransporte zum Königlichen Holzplatz am Halleschen Tor zu erleichtern.

### Planungen (bis 1820)
Mit der beginnenden Industrialisierung wuchs das Waren- und Güteraufkommen und somit auch der Transportbedarf. Da die Straßen dieser Zunahme nicht gewachsen waren und der Eisenbahnverkehr nur überregional belastbar war, nahm für den regionalen und den innerstädtischen Verkehr die Bedeutung der Wasserstraßen zu.

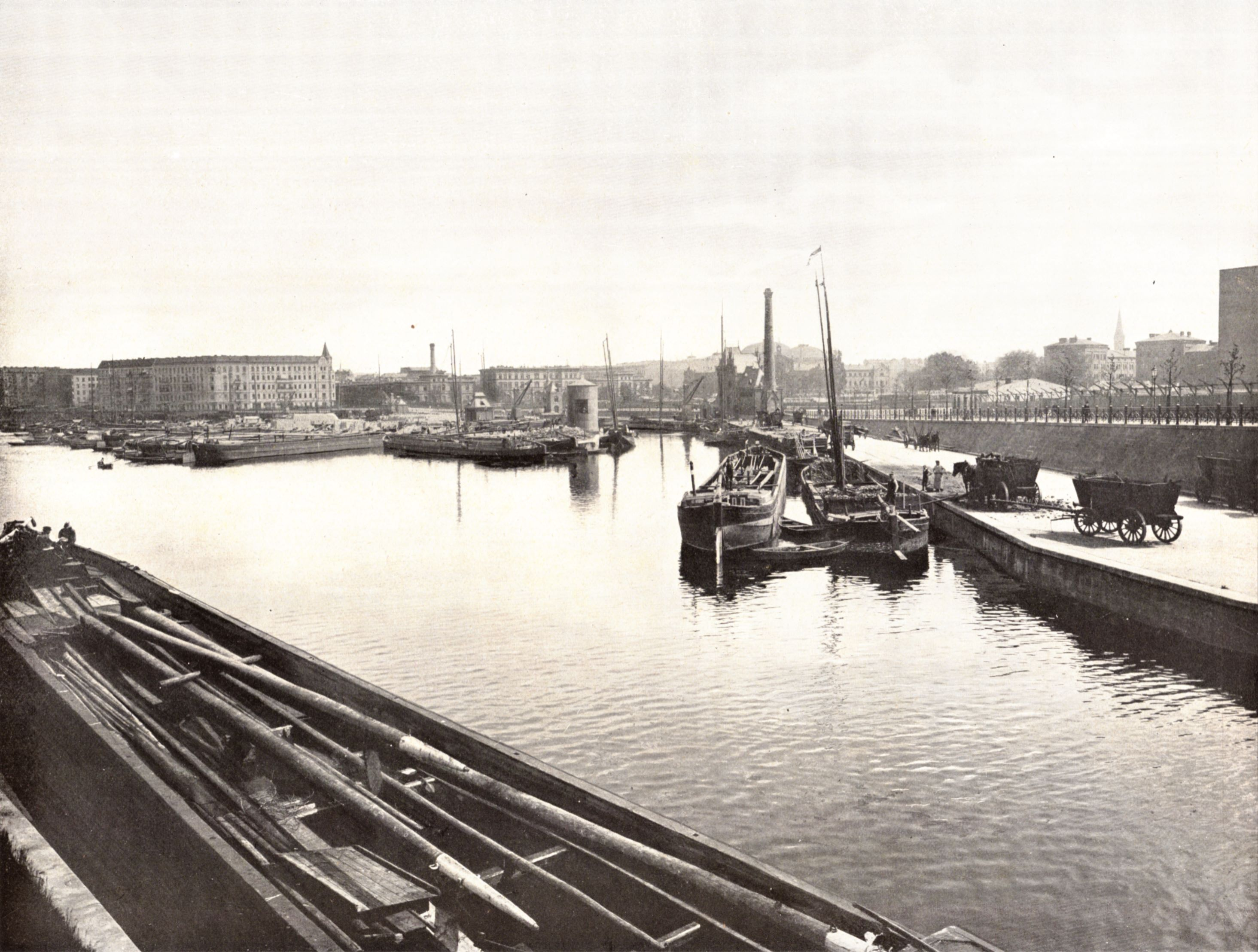
Urbanhafen, um 1900

Im frühen 19. Jahrhundert reichte die Transportkapazität der Spree nicht mehr aus. Insbesondere die mitten im Zentrum Berlins gelegene Stadtschleuse im Spreekanal war den Anforderungen nicht mehr gewachsen. Die Schleusenkammern waren zu schmal und zu kurz, die Wartezeiten unzumutbar lang. Es entstand die Idee einer Wasserstraße, die den Durchgangsverkehr außen um die Stadtmauern herumleiten sollte. Ein Plan von 1818 sah einen Umgehungskanal vor – den Landwehrkanal –, mit einer Sohlenbreite von 11,30 Meter und einer Mindestwassertiefe von 1,26 Meter. Die Vorbereitungen für den Bau waren schon weit gediehen, als König Friedrich Wilhelm III. das Unternehmen 1820 aus Kostengründen abbrechen ließ.

### Bau (bis 1850)
Im Jahr 1840 erhielt der Stadtplaner und Gartenarchitekt Peter Joseph Lenné vom preußischen König Friedrich Wilhelm IV. den Auftrag für verschiedene größere Projekte im Süden Berlins. Parallel zur Bebauung des Köpenicker Feldes und zum Bau des Luisenstädtischen Kanals verfolgte er die alte Idee eines Entlastungskanals für die Spree. Neben seinem eigentlichen Zweck sollte er für die Entwässerung der als Bauland vorgesehenen Felder sorgen und den Materialtransport zu den Baustellen erleichtern. Bürokratische Vorgänge verursachten erhebliche Verzögerungen. Bei Baubeginn im Jahr 1845 lag noch nicht einmal die genaue Trasse in allen Punkten fest. Der Ingenieur Helfft als Bauleiter des Kanals beschrieb die Linienführung:

„Der ungefähr 1 3⁄8 Meilen [Anm.: 10,4 Kilometer] lange Landwehrkanal tritt oberhalb des Schlesischen Thores, nicht weit von der ehemaligen Mündung des Landwehrgrabens aus der Spree […] und mündet endlich oberhalb Lietzow, bei dem neuen königlichen Salzmagazine, in die Spree aus.“

Die Bauarbeiten wurden dadurch beschleunigt, dass der Berliner Magistrat den Kanalbau 1848 zu einer Arbeitsbeschaffungsmaßnahme erklärte. Damit sollte „bezahlte Arbeit befriedigend wirken“. Außerdem wurde ein Akkordlohn vereinbart, allerdings kam auch eine Dampfmaschine zum Einsatz. So revoltierten die Arbeiter und zwölf von ihnen wurden von den Gendarmen sogar erschossen.
Am 2. September 1850 fand die Einweihung statt. Die Presse und die Berliner Bevölkerung nahmen kaum Notiz davon, der Kanal lag schließlich weitab, noch außerhalb der Stadtmauern.

### Kaiserzeit (bis 1918)
Formal galt der König als Besitzer und in seiner Vertretung die KMBC (Königliche Ministerialbaucommision für den Schifffahrtskanal im Köpenicker Felde), 1841.

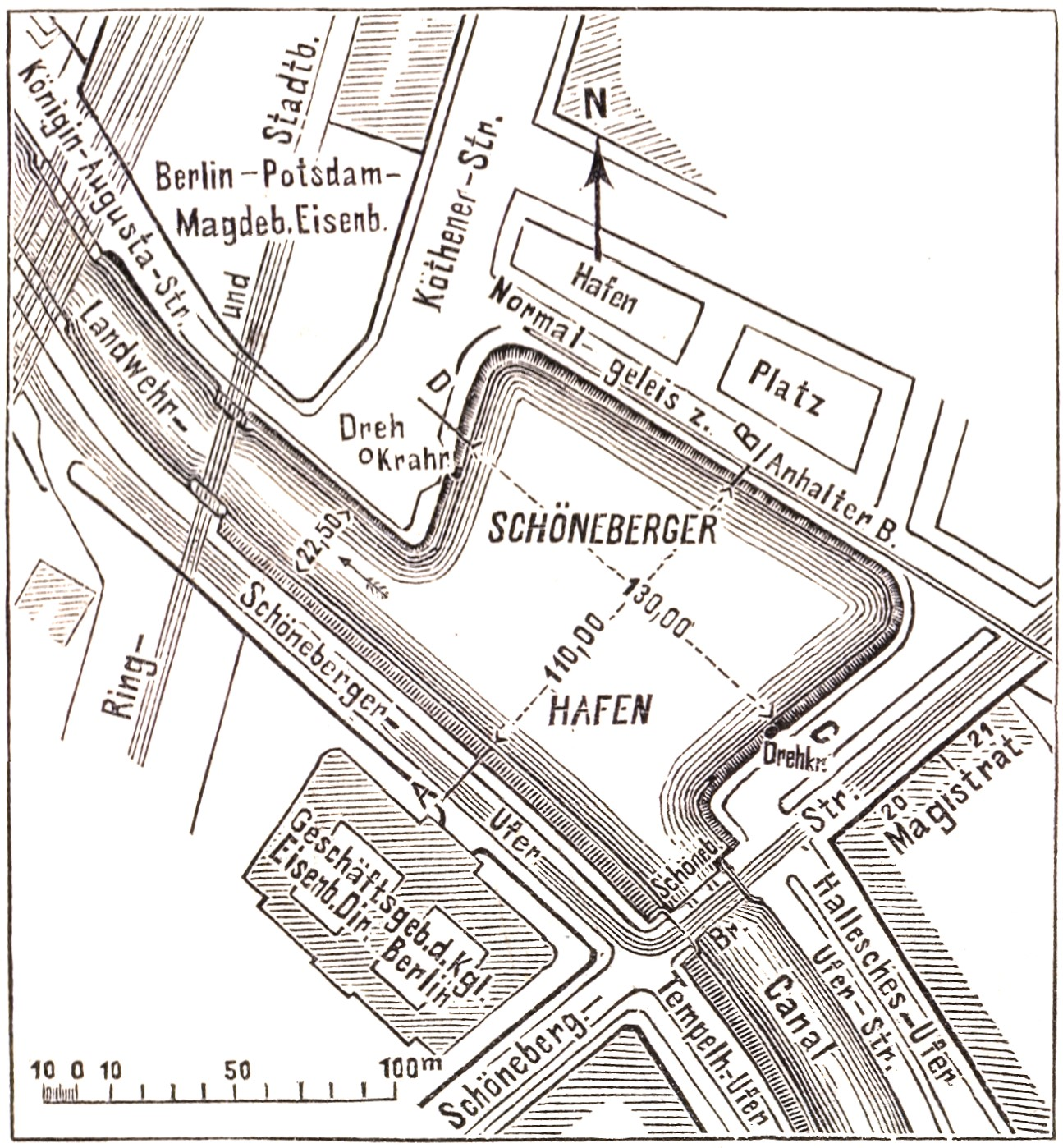
Lageplan Schöneberger Hafen, 1896

„1876 gingen die Kanaluferstraßen und die Brücken über Landwehr- und Luisenstädt. Kanal in städt. Besitz über. […] Das Kanalbauwerk selbst bleibt dagegen im Staatsbesitz.“ Nachdem die Stadt den Bau des Schöneberger Hafens auf ihre Rechnung übernommen hatte, wurde eine allgemeine Kostenteilung eingeführt.

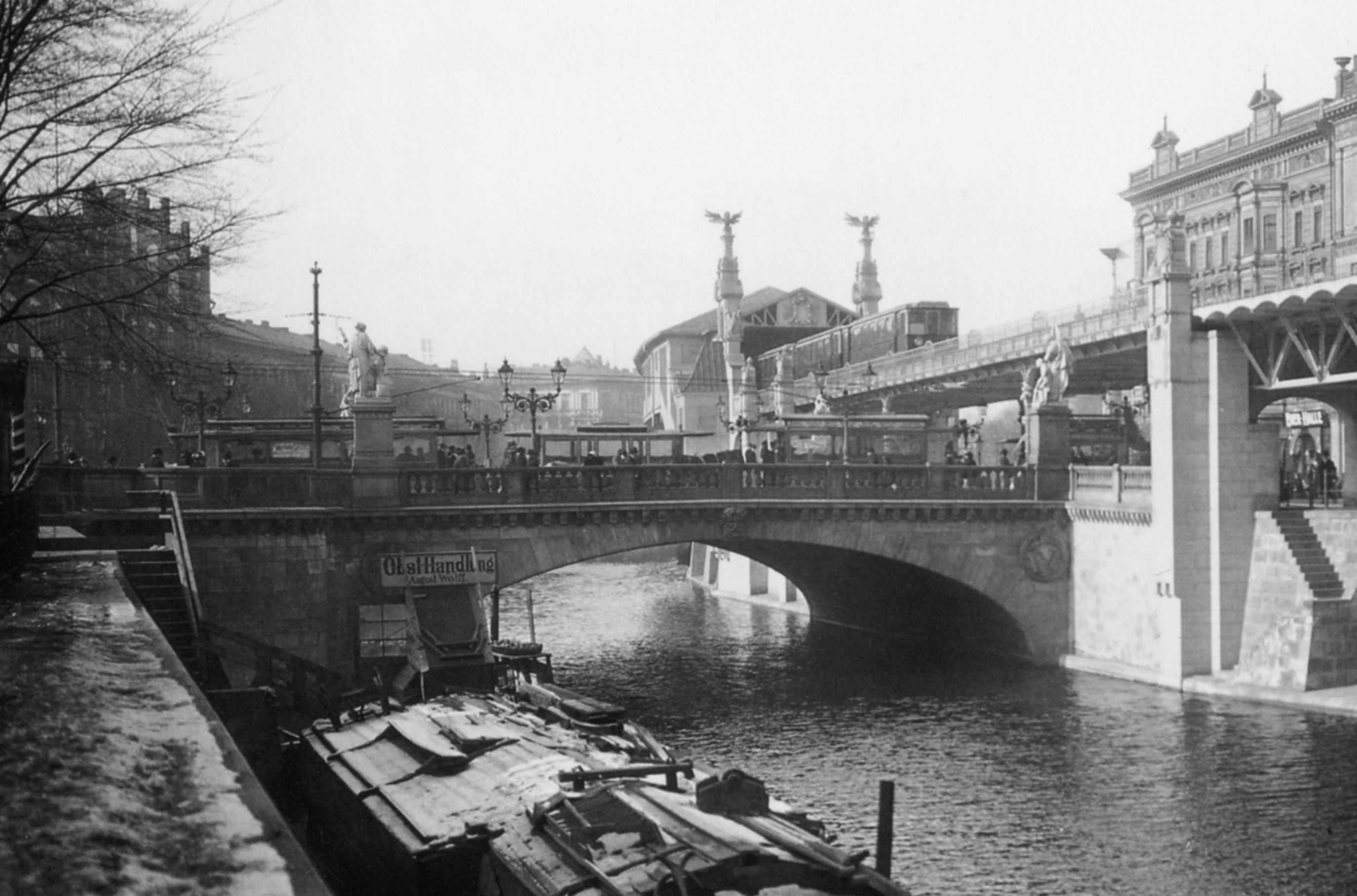
Brücke am Halleschen Tor, 1902

Im Juni 1886 traten Verordnungen in Kraft, die den Betrieb der Dampfschifffahrt auf dem Kanal regelten. Danach kam es zu einer Zunahme des Schleppdampferbetriebes.
„Für die verschiedenen Aufgaben am und um den Kanal waren 1989 insgesamt 23 Institutionen aus der Senatsverwaltung und aus 5 Bezirken zuständig, was eine vergleichsweise einheitliche oder doch koordinierte Behandlung wenig wahrscheinlich machte.“

### Menschliche Dramen (1919 und 1920)

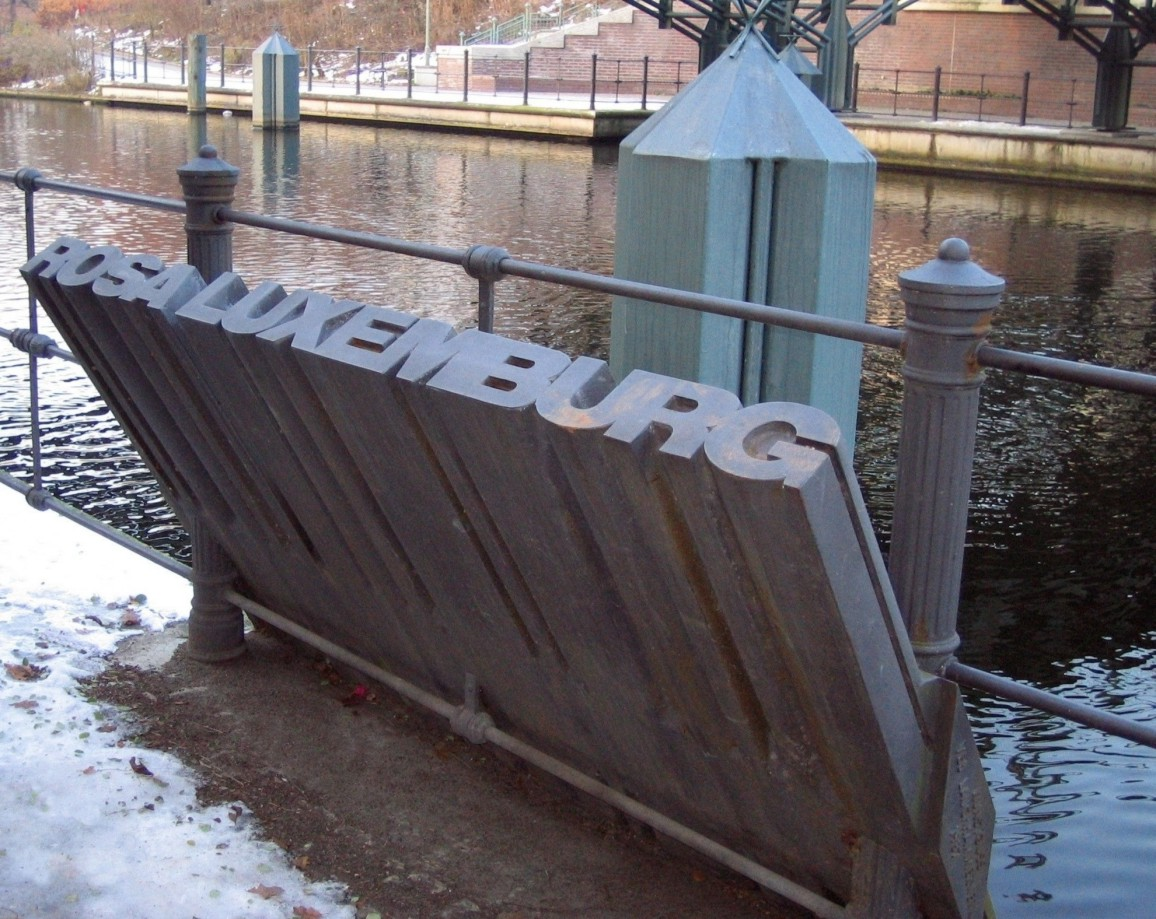
Gedenkstätte für Rosa Luxemburg am Landwehrkanal

Neben der bereits beim Bau blutig niedergeschlagenen Revolte wird am Rande des Landwehrkanals und des Großen Tiergartens an die Ermordung von Rosa Luxemburg und Karl Liebknecht am 15. Januar 1919 erinnert. Rosa Luxemburg war während des Transports nach einem Verhör im Wagen erschossen worden. Die Mörder, Angehörige eines Freikorps, warfen ihren Körper in den Kanal. Ihre Leiche konnte erst Ende Mai 1919 geborgen werden.
In der Nacht des 17. Februar 1920 wurde nach einem Selbstmordversuch an der Bendlerbrücke Anna Anderson aus dem Landwehrkanal gerettet, die behauptete, die russische Zarentochter Anastasia Nikolajewna Romanowa zu sein.

### Untertunnelung durch die S-Bahn (bis 1939)
Mit der Erweiterung des S-Bahn-Netzes in den 1930er Jahren wurde eine Nord-Süd-Verbindung als Tunnelstrecke unter der Innenstadt geplant. Baubeginn war 1934. Nach Süden hin führten ab dem Anhalter Bahnhof zwei Strecken, die unter dem Landwehrkanal noch zusammen verliefen und sich erst unter dem Anhalter Güterbahnhof verzweigten:

Der südwestliche Abschnitt (Potsdamer Platz –) Anhalter Bahnhof – Großgörschenstraße (– Schöneberg) wurde am 9. Oktober 1939 dem Verkehr übergeben, der Abschnitt Anhalter Bahnhof – Yorckstraße (– Papestraße) am 5. November 1939.

### Zweiter Weltkrieg

#### Mögliche Schutzmaßnahmen
Unter dem Eindruck der zunehmenden Bombardierung von Berlin galt das Augenmerk der zuständigen Wasserbaudirektion besonders den kritischen Punkten an den von der Nord-Süd-Bahn untertunnelten beiden Wasserstraßen Spree und Landwehrkanal. Zwei Mitteilungen hierzu sind in dem Gutachten Landwehrkanal 1990 veröffentlicht:
„25.5.1943. Abschluß der Verstärkungs- und Neudichtungsarbeiten der Tunneldecke der Nord-Süd-Bahn unter dem Landwehrkanal (4 Lagen Bitumenpappe und eine 15 cm starke Betonschutzschicht.)“
„8.8.1944. Mitteilung über den Schutz von Tunneln unter Berliner Wasserläufen: da sich Überlegungen, die genannten Tunnel durch darüber zu fahrende Sandschiffe zu schützen, als nicht praktikabel erweisen, ergeht der Beschluß, an den am meisten gefährdeten Stellen (Bahnhof Friedrichstraße/Spreetunnel und Anhalter Bahnhof/Landwehrkanal) Eisentore zum Schutz gegen das Vollaufen der Tunnel bei Bombentreffern einzubauen; dies geschieht nur noch in den Tunneln Friedrichstraße und Großgörschenstraße.“

#### Verteidigungsfunktion
Neben Bahnhöfen und ihren Gleisbereichen mit der Vielfalt von Funktionsbauten als auch Gleisstrecken, waren städtebauliche Besonderheiten wie Wasserläufe in der militärischen Auseinandersetzung bevorzugte Verteidigungsschwerpunkte bzw. -linien. Im Endkampf um Berlin zählten dazu insbesondere die Spree und der Landwehrkanal. In Kreuzberg schirmte der Kanal zudem noch das Gelände des Anhalter Bahnhofs nach Süden hin ab. Der Bereich war dort Teil des inneren Verteidigungsringes der Stadt.
Nachdem die Rote Armee Anfang Februar 1945 die Oder auf breiter Front erreicht und bei Küstrin überschritten hatte, begann am 16. April der Großangriff auf Berlin. Schon am 25. April war die Stadt ringsum eingeschlossen und von Osten her waren Einheiten auch schon weit in die Stadt eingedrungen.

#### Frontverlauf Landwehrkanal
Sowjetische Truppenteile überquerten den östlichen Teil des Kanals am 25. April 1945 im Bereich der Lohmühleninsel, doch war ihnen das weitere Vordringen im Raum Friedrichstraße länger versperrt.
Erst am 27. April 1945 trafen im Raum Schöneberger Brücke entlang dem Landwehrkanal bis zum Halleschen Tor (vom Flughafen Tempelhof kommend) sowjetische Kampfgruppen der 8. Gardearmee unter Generaloberst Tschuikow ein (Heeresgruppe des Feldmarschalls Schukow). Die Brücken über den Kanal waren in diesem Bereich am Abend des 26. April von einem mobilen Wehrmachtskommando gesprengt worden. Eine Augenzeugin beobachtete die Zerstörung der Großbeerenbrücke, der Hallesche-Tor-Brücke und sie hörte noch die Detonation aus der Richtung der Zossener Brücke.

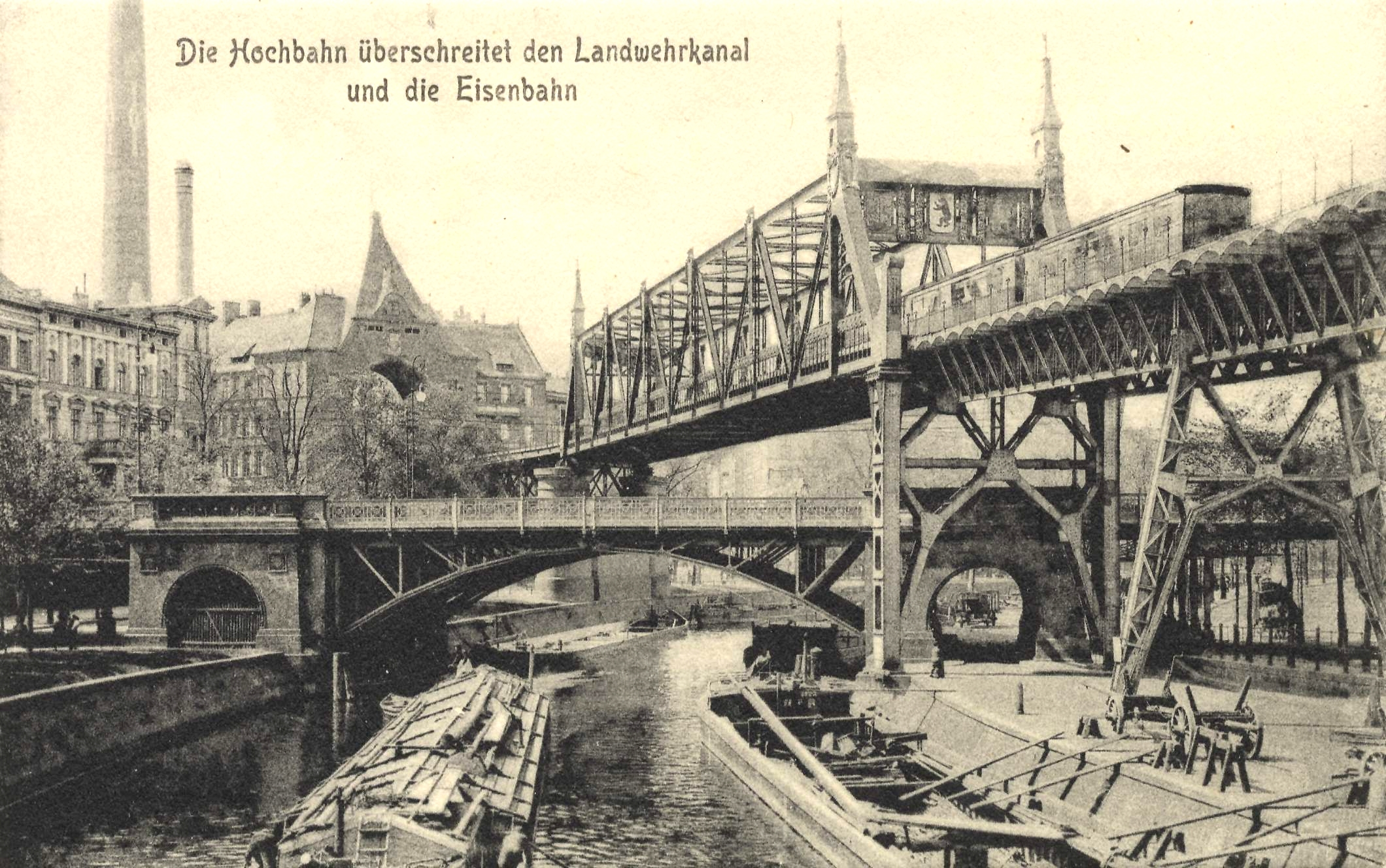
Ort der Sprengung: Direkt unter der Hochbahnbrücke (Foto um 1900)

Die sowjetischen Truppen überquerten nach einem Vorbereitungstag den Kanal am 29. April 1945 über die Hochbahnruine Möckernbrücke (aktuell: U-Bahn-Linien U1/U3) und besetzten am 30. April den Bereich um den Anhalter Bahnhof. Am 1. oder 2. Mai 1945 wurde von nicht mit Sicherheit zu bestimmenden Befehlsgebern und in bislang nur spekulativ erörterter Absicht die Tunneldecke der S-Bahn direkt unter dem Landwehrkanal gesprengt und dabei ein Wassereinbruch in den Nord-Süd-Tunnel ausgelöst. Dort befanden sich Hunderte (nach anderen Angaben gar Tausende) Schutzsuchende, die vor der Artillerie und den Kämpfen in den Straßen in die vermeintliche Sicherheit des Tunnels und seiner unterirdischen Bahnhöfe geflüchtet waren. Nach einer Darstellung (durch Fotos dokumentiert) riss die mit hoher Sprengkraft erfolgende Detonation den Kanalboden mehrere Meter weit und in bis zu 40 Meter Länge auf.

#### Wasserabfluss in den Tunnel
Das Wasser „floß bis zum Bahnhof Friedrichstraße und gelangte von hier über den sogenannten ‚Rennsteig‘ in die U-Bahn.“
Bis eine Wasserabsenkung vorgenommen werden konnte, dauerte es noch bis Anfang September; ab Oktober 1945 wurde mit dem Auspumpen begonnen.

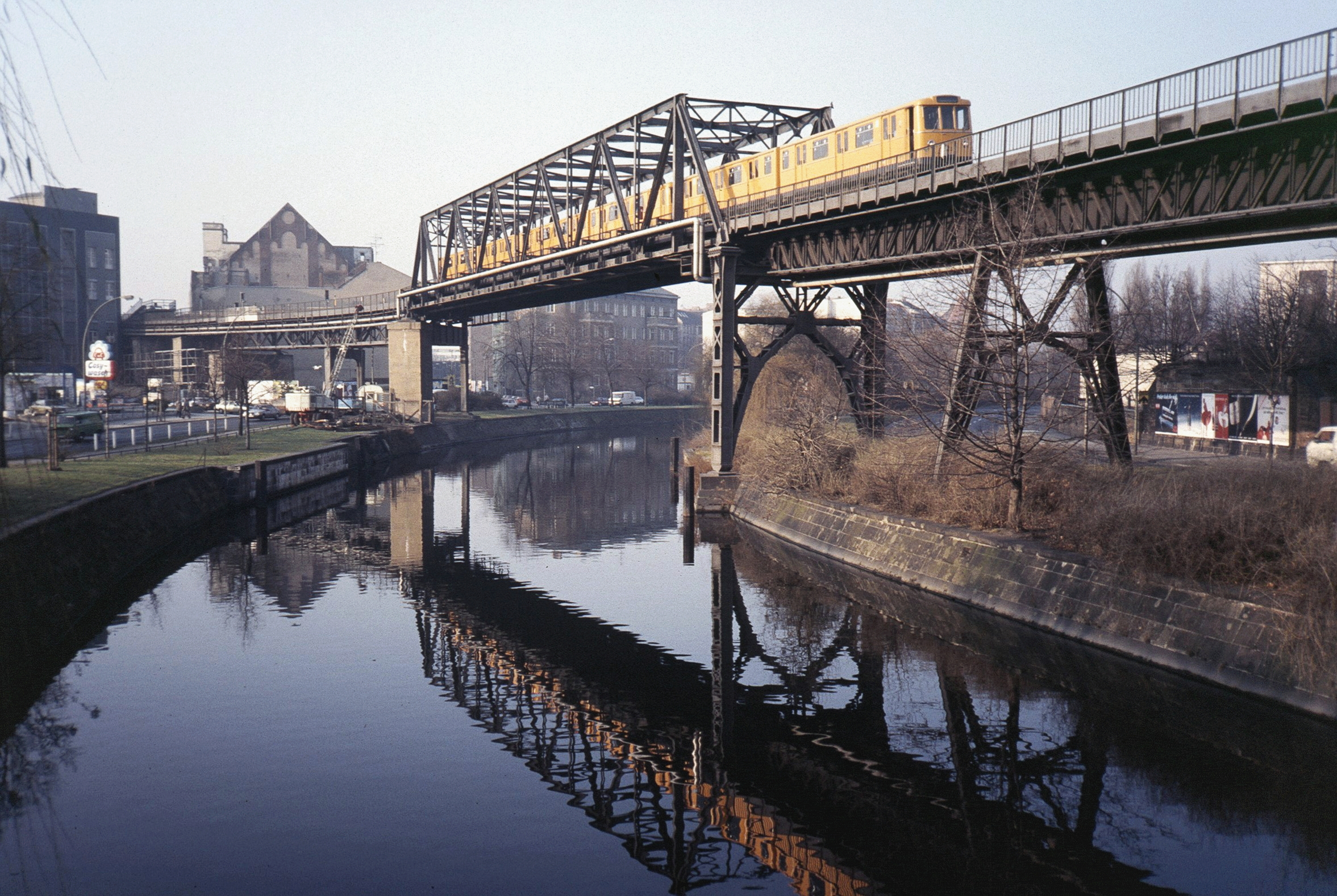
Ort der Sprengung: Direkt unter der Hochbahnbrücke, 1986

Am 25. Mai 1945 ordnete der sowjetische Stadtkommandant Bersarin das Auspumpen des Nord-Süd-Tunnels und mittlerweile auch von vollgelaufenen U-Bahn-Schächten an – vor allem, da wegen der nur zum Teil zu bergenden Leichen Seuchengefahr bestand. Die Arbeiten kamen aufgrund des Mangels an Material und Gerätschaft nur langsam voran, der zur Reparatur umgeleitete Kanal war erst 1946 wiederhergestellt.

#### Schäden an Brücken und am Kanal
„Während des Zweiten Weltkrieges hat es am Landwehrkanal große Zerstörungen gegeben, in erster Linie an den Brücken (16 der 28 Straßen- und Fußgängerbrücken und 3 der 7 Eisenbahnbrücken wurden total zerstört), während die Kanalmauern weitgehend intakt blieben und die Schleusen nur beschädigt wurden. Im Umfeld des Kanals, insbesondere im mittleren Bereich, hat es dagegen so große Bombenschäden gegeben, daß die Stadtstruktur dort heute völlig verändert ist. In den Jahren 1945–1955 wurde der Kanal von Schutt, Brückenteilen etc. geräumt und notdürftig repariert bzw. instandgesetzt.“

### Wiederherstellung
„Schon am 25. Mai konnte die Fa. Siemens Bau-Union mit den Aufräumarbeiten am Landwehrkanal beginnen und den Schadensumfang feststellen.“
„Im Zweiten Weltkrieg sind beide Schleusen beschädigt, aber nicht zerstört worden. Ihre Instandsetzung in den ersten Nachkriegsjahren war etwas provisorisch, aber den Erfordernissen entsprechend. 1951 wurden dann beide Schleusen durch Alliiertenbeschluss dem Wasserstraßenhauptamt in Berlin unterstellt, das sie bis 1990 betrieb. Die Oberschleuse [Schlesische Brücke] wurde von 1961 bis 1989 praktisch nicht benutzt, den Umständen entsprechend aber relativ gut gepflegt.“
1964 erfolgte der Abbruch der alten Mühlendammschleuse [Unterschleuse] neben der Mühlendamm-Notbrücke.

### Nachkriegszeit

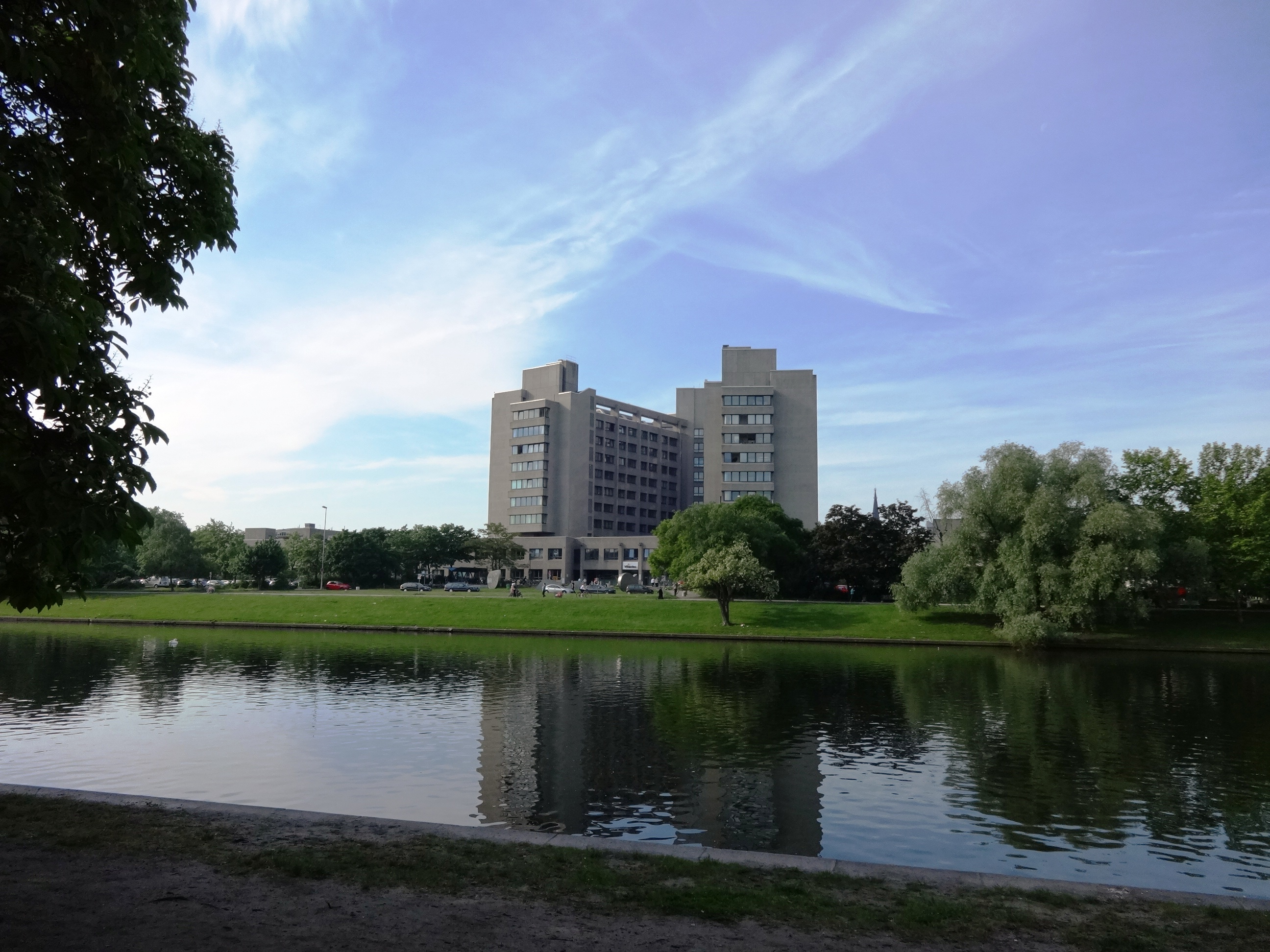
Urbanhafen mit Urbankrankenhaus, 2014

Nach den Verheerungen des Zweiten Weltkriegs, als gewaltige Mengen Trümmerschutt abtransportiert werden mussten, hatte der Landwehrkanal noch einmal eine wichtige Funktion als Transportweg für die Lastschiffe.
„1959/60 wurde der Schöneberger Hafen aus Gründen der flüssigen Kanalstraßenführung zugeschüttet und 1963/64 der Urbanhafen teilverfüllt.“
Für den Zeitraum bis zum Mauerfall kann „zusammenfassend zum Schiffsverkehr auf dem Landwehrkanal gesagt werden, daß dieser überörtlich zwar bedeutungslos ist, im innerstädt. Schiffsverkehr aber eine wichtige Stellung einnimmt, auf die auch künftig nicht verzichtet werden kann.“ Im innerstädtischen Verkehr West-Berlins verlief die einzige Wasserstraßenverbindung („für Aufsichts- und Baufahrzeuge“) vom Landwehrkanal über den Neuköllner Schifffahrtskanal zum Teltowkanal.

### Nach der Wiedervereinigung Berlins
Die nun zunehmende Motorisierung verlagerte wie in der Nachkriegszeit den Lastverkehr zunehmend auf die Straße, wodurch der Kanal allmählich seine Bedeutung als Transportweg für Massengüter verlor. Inzwischen wird er fast nur noch von Ausflugsschiffen und Sportbooten genutzt. Die Uferbefestigungen mit ihren Geländern und Treppen stehen unter Denkmalschutz.
Im ebenfalls denkmalgeschützten Pumpwerk Hallesches Ufer ist das Berliner Lapidarium untergebracht. Hier wurden bis 2009 steinerne Denkmäler (insbesondere aus der Siegesallee) aufbewahrt, die nicht gebraucht werden oder die besonders geschützt werden müssen. Im Mai 2009 wurden sämtliche Standbilder aus dem Lapidarium in die Zitadelle Spandau umgesetzt.

## Merkmale und Eigenschaften

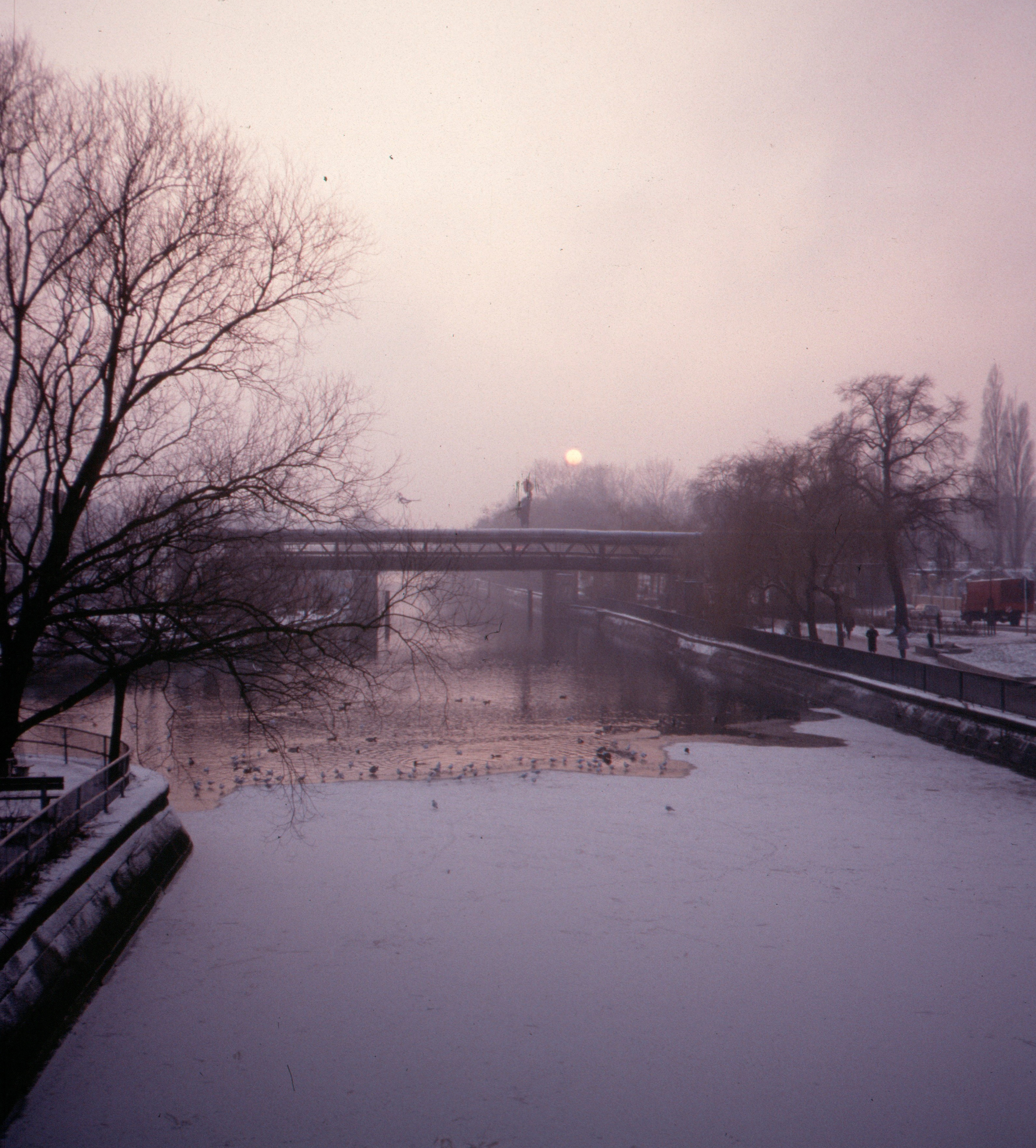
Mündung des Flutgrabens der Oberschleuse (von links) in den Landwehrkanal, 1990

### Beschreibung
Der Landwehrkanal hatte bei einer Mindesttiefe von 1,57 Metern eine Wasserspiegelbreite von 22,60 Meter, war an der Sohle aber nur zehn Meter breit, die Ufer waren also stark abgeschrägt, sodass Schiffe nicht direkt anlegen konnten. Durch Schleusentore an beiden Endpunkten (Oberschleuse an der Lohmühleninsel und Unterschleuse) ließ sich die Wassertiefe regulieren, sie sank nie unter 1,50 Meter, unabhängig vom Wasserstand der Spree. Ursprünglich lagen zwei Häfen am Kanal, der Urbanhafen im Ortsteil Kreuzberg und der Schöneberger Hafen auf dem Gelände des heutigen – nach Felix Mendelssohn Bartholdy benannten – Parks. Vom Urbanhafen aus, von dessen einstiger Ausdehnung nur ein wesentlich kleineres, schmales Becken geblieben ist, führte der Luisenstädtische Kanal über den Wassertorplatz, Oranienplatz und das Engelbecken nach Norden zur Spree. Er wurde 1926/1927 zugeschüttet und durch einen breiten, stellenweise parkartigen Grünstreifen ersetzt. Lenné hatte am Landwehrkanal zur Erholung der Einwohner in den neu entstehenden Stadtvierteln baumbestandene Uferpromenaden anlegen lassen. Ob dieser Zweck damals erreicht werden konnte, ist zumindest fraglich: Berlin hatte noch keine Kanalisation, die Abwässer flossen ungeklärt in den Kanal, in dem die Anwohner auch wuschen und badeten.
Die Möglichkeiten des Kanals waren bald erschöpft. Bei Begegnungen oder Überholmanövern wurden die Uferbefestigungen immer wieder beschädigt, Sand brach durch und beeinträchtigte die Schifffahrt. Nach einer Verfügung von 1880 durfte der Verkehr nur noch in jeweils einer Richtung durchgeleitet werden. Ein erster Ausbau erfolgte zwischen 1883 und 1890. Die Sohle wurde von zehn auf 22 Meter verbreitert und der Kanal auf fast der gesamten Länge mit Steilufern eingefasst. Die neue Wassertiefe betrug nun 1,75 Meter. Brücken, die bisher bei jeder Schiffspassage hochgezogen werden mussten, wurden angehoben.
Nachdem die Uferschrägen beseitigt waren, hatte der Kanal eine nutzbare Breite von 22 Metern, Schiffe konnten anlegen, ohne den Durchgangsverkehr zu behindern. Der zweite große Umbau zwischen 1936 und 1941 brachte weitere Verbesserungen. Schleusen wurden verlegt und erweitert. In der Mitte der Fahrrinne war der Kanal jetzt zwei Meter tief. Die Brücken blieben allerdings unverändert – bei Durchfahrten wird der Raum nach oben knapp.

### Schleusen

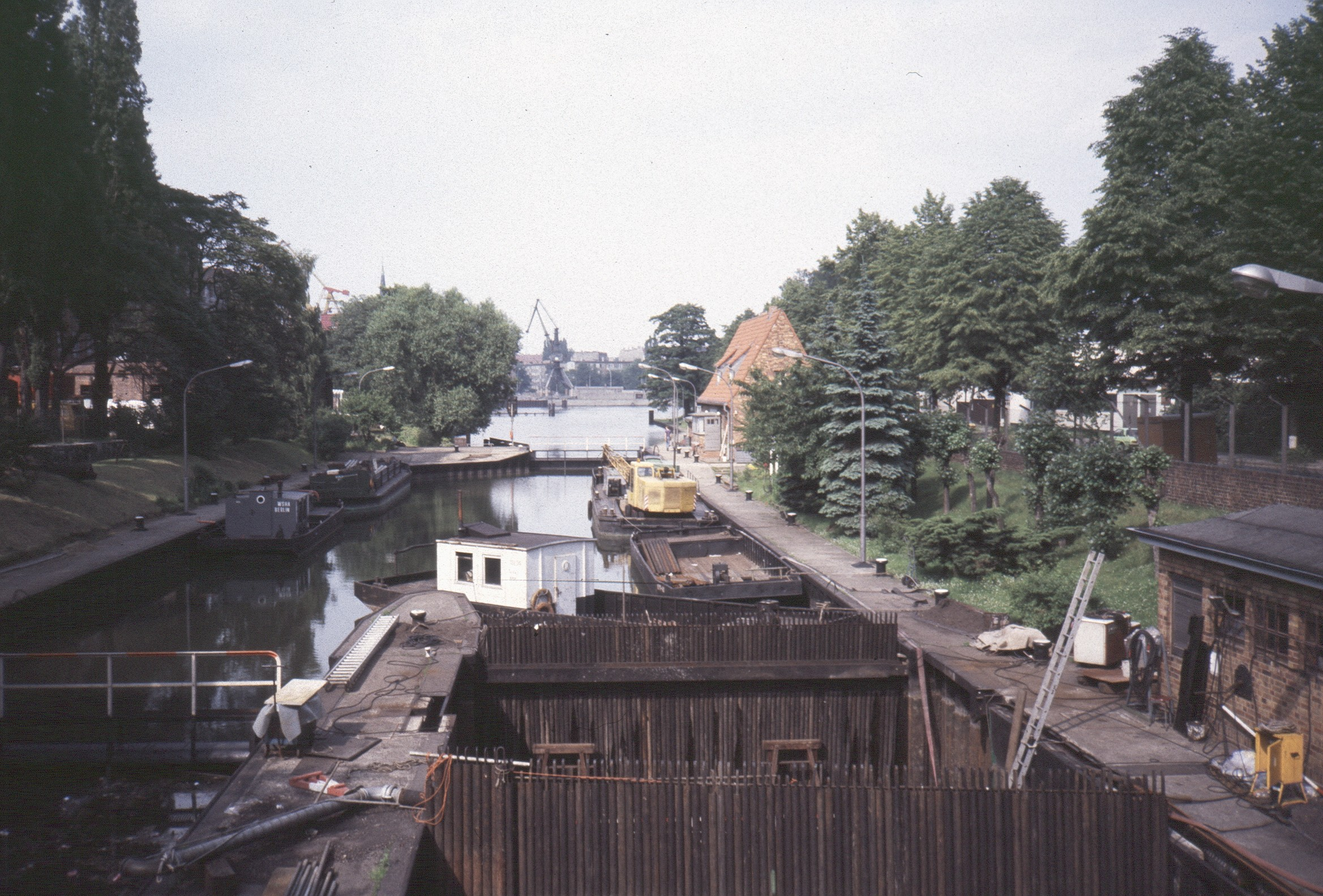
Oberschleuse im Ortsteil Kreuzberg, 1987

Die Schleusen wurden, wie 1850 üblich, zweischiffig mit versetzten Häuptern erbaut. Die Schleusenkammerlänge betrug zwischen den Drempeln 50,22 Meter (160 Fuß). Die damals in Preußen übliche Maßeinheit Fuß bezieht sich auf den Rheinfuß mit einer Länge von 313,85 Millimetern.
Die Schleusenkammern waren 10,04 Meter (32 Fuß) breit. Mit Rücksicht auf die zu erwartenden kleinen Schleppdampfer wurde die Torweite auf 7,53 Meter (24 Fuß) festgelegt. In den Jahren 1936–1941 wurde der Landwehrkanal Odermaß-Schiffen zugängig gemacht. Beide Schleusen wurden umgebaut. Die Oberschleuse, 1939 fertiggestellt, erhielt als Besonderheit zwei Untertore. Ihre nutzbare Länge differiert zwischen 72,10 Meter und 58,85 Meter. Die Kammerbreite beträgt 19,70 Meter, die Torweite im Oberhaupt 8,80 Meter und im Unterhaupt jeweils 8,50 Meter. Die Verkehrsfreigabe für die Unterschleuse erfolgte 1941. Sie hat eine nutzbare Länge von 60,00 Meter und ist 10,50 Meter breit. Die Tore weisen eine Breite von 8,50 Meter auf. An der Unterschleuse wurden die Lage des Wehres und der Schleuse getauscht. Dadurch ergab sich eine bessere Linienführung für die Schifffahrt.
Die damaligen Berliner Maßkähne, denen das Berliner Maß zugrunde lag, waren den Bedingungen der Wasserstraße wie Schleusenabmessungen und Kurvenradien angepasst. Ihre Länge betrug 46,20 Meter und ihre Breite 6,60 Meter. Der Tiefgang erreichte selten 1,75 Meter und ihre Tragfähigkeit 350 Tonnen. Die Maßangaben können variieren, da sie gelegentlich zur Erhöhung der Ladefähigkeit angehoben wurden.

### Brücken

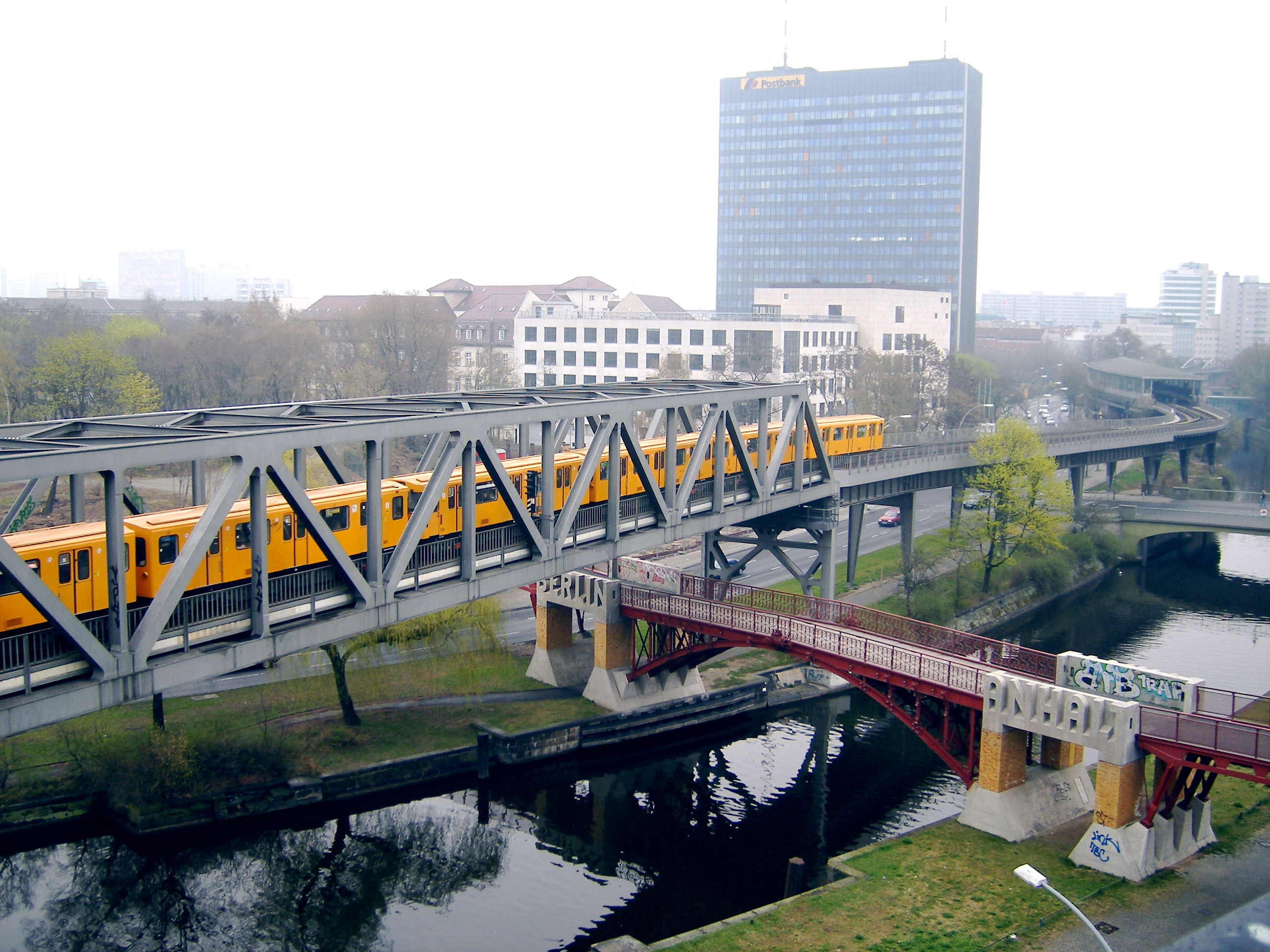
Brücken über den Landwehrkanal

Insgesamt führen 36 Brücken über den Kanal, davon sind die meisten Straßenbrücken. In der Aufzählung enthalten sind zwei Brücken, die U-Bahn-Strecken über den Landwehrkanal leiten, und eine reine Eisenbahnbrücke.
→ Siehe hierzu: Brücken über den Landwehrkanal

## Sanierung
Untersuchungen des Kanalufers haben ergeben, dass die Uferbefestigung durch Wellenschlag von auf dem Kanal fahrenden Booten und Schiffen auf einigen Strecken unterspült worden war. Im Frühjahr 2007 kam es dadurch unter anderem zu einer Absackung der Ufermauer an einer Schiffsanlegestelle. Das damalige Wasser- und Schifffahrtsamt Berlin (WSA) ließ daraufhin Sicherungsmaßnahmen durchführen, die heftig umstrittene Baumfällungen und eine Sperrung des Kanals für den Schiffsverkehr beinhalteten. Eine Bürgerinitiative sammelte innerhalb von vier Monaten über 25.000 Unterschriften gegen das Vorgehen des Amtes und erreichte die Einleitung eines Mediationsverfahrens zur Sanierung und zukünftigen Nutzung des Kanals. Am 10. Dezember 2007 wurde unter Beteiligung von Behörden, Gewerbetreibenden und Vertretern der Bürgerinitiative ein entsprechendes Arbeitsbündnis unter dem Namen „Zukunft Landwehrkanal“ geschlossen. Die Teilnehmer des Forums formulierten in ihrem Arbeitsbündnis am 21. Januar 2008 als Ziel des Mediationsverfahrens „von allen Beteiligten als nachhaltig, d. h. als ökonomisch, ökologisch und sozialverträglich angesehene, unter Berücksichtigung des Denkmalschutzes stehende sowie technisch machbare Lösungen für die vielfältigen Themen sowohl für die gegenwärtige Situation als auch für die Zukunft des Landwehrkanals in Berlin in einem Konsensfindungsverfahren zu erarbeiten.“ Neben Mediationsforum und Arbeitskreisen wurde in Lösungssondierungsgruppen und in weiteren Besprechungen zu vielfältigen Themen konstruktiv gemeinsam gearbeitet.
Eine Besonderheit besteht in der Zweigleisigkeit des Verfahrens: Einerseits geht es um konkrete Verabredungen über die beabsichtigte Kanalsanierung, andererseits hat es sich als sinnvoll und in Teilen als notwendig erwiesen, das Umfeld des Kanals mit einzubeziehen. So wird sowohl nach einer konsensorientierten Gesamtlösung im Rahmen einer langfristigen Planung gesucht als auch werden auf dem Weg dahin jeweils einvernehmlich aktuell anstehende Fragen geklärt und Entscheidungen getroffen.
Nachdem in der Mediation keine einvernehmliche Einigung zur Forderung nach einer integrierten Sanierungsplanung erzielt werden konnte, verließ ein Teil der Bürgerinitiative die Verhandlungen und warb seit Sommer 2008 mit einer jährlichen Paddelparade unter dem Motto Landwehrkanal für Alle! für eine nachhaltige Sanierung des Kanals, die neben ökologischen Aspekten und einem Vorrang für emissionsfreie Verkehrsmittel auch die Verbesserung der Erholungsnutzung, barrierefreie Zugänge für Gehbehinderte und einen kreuzungsfreien Fuß- und Radweg entlang beider Seiten des Kanals beinhaltet. Im Dezember 2013 kam die Einigung schließlich zustande. Daraus entstand gegenüber den bisherigen Planungen eine Kosteneinsparung von 113 Millionen Euro.
Im Jahr 2009 führte das damalige Wasser- und Schifffahrtsamt Berlin entlang des gesamten Kanals umfangreiche Sichtungs- und Bauarbeiten durch. Zwischen November 2009 und März 2010 war der Kanal für den Schiffsverkehr vollständig gesperrt, weil erste Verstärkungs- und Sanierungsarbeiten an den Ufermauern durchgeführt wurden. Die im Mai 2007 total abgerutschten Ufermauern im Bereich des Maybachufers und weitere Teile der Uferbefestigungen müssen instand gesetzt werden. Für die betroffenen Fahrgast-Reedereien sind Ausweichliegeplätze zur Verfügung gestellt worden.
Um alle Schäden dauerhaft beseitigen zu können – teilweise hölzerne Spundwände austauschen, Erneuern der Ziegelflachschicht, die unter der Wasseroberfläche liegt und die Mauern weitestgehend trägt, Verfestigungen von Auswaschungen und Hohlräumen – muss ein offizielles Planfeststellungsverfahren durchgeführt werden. Dies kann nach aller Wahrscheinlichkeit erst im August 2019 beginnen, die nachfolgende Baugenehmigung wird deshalb erst im Juli 2021 erteilt werden können. So ist mit dem Baubeginn nicht vor November 2021 zu rechnen.

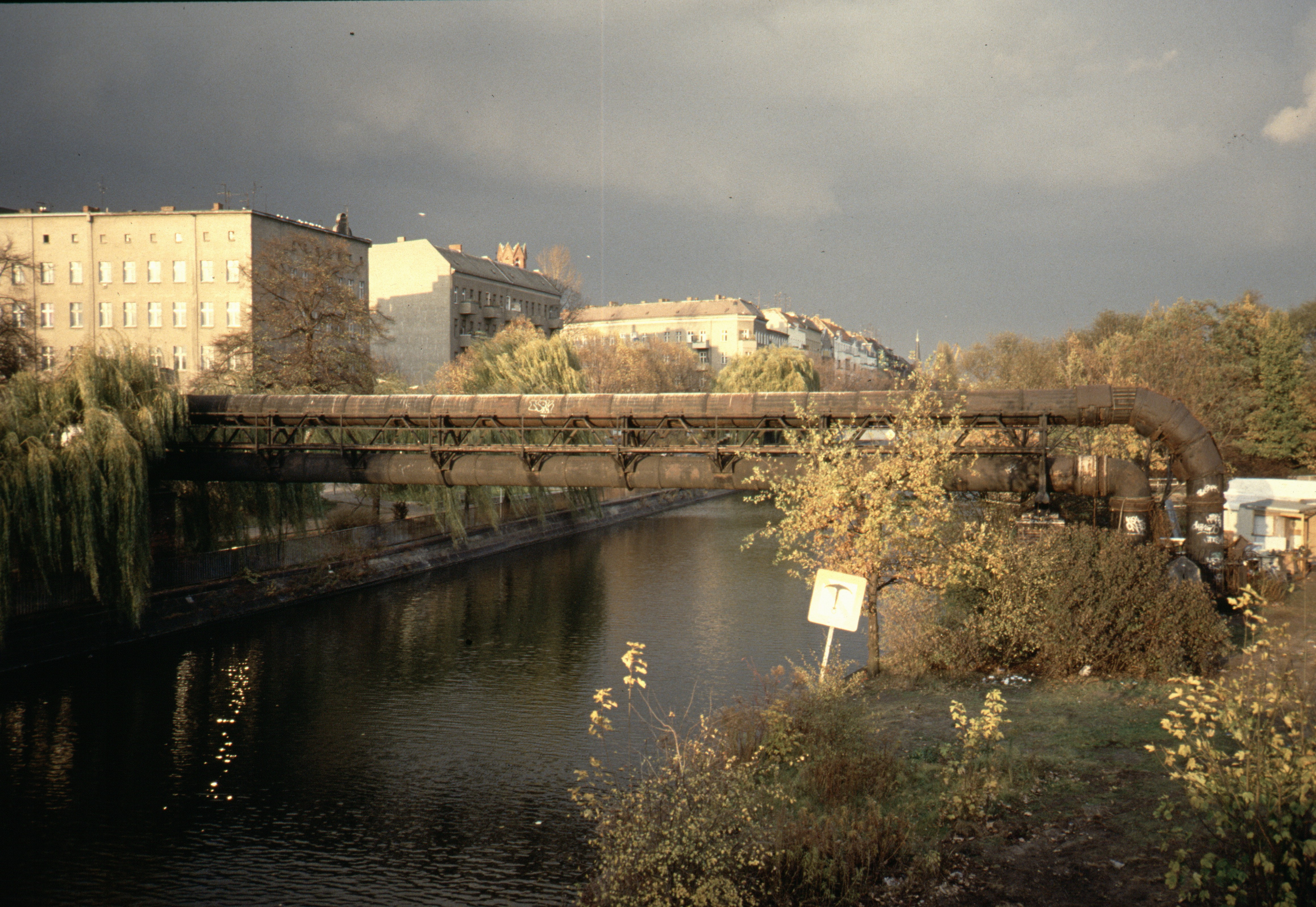
Landwehrkanal am Görlitzer Ufer, 1990
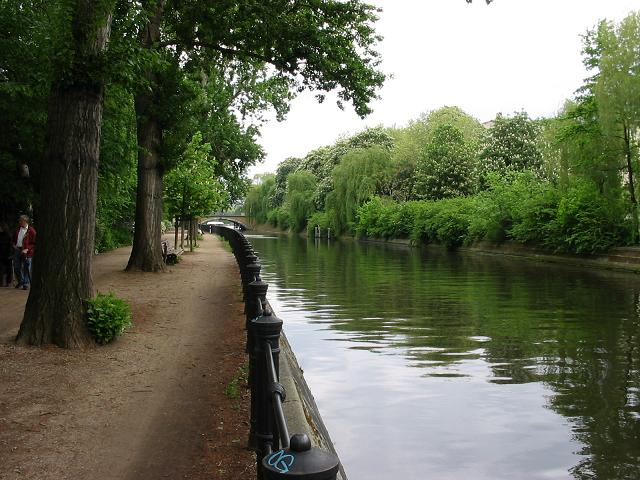
Uferpromenade in Kreuzberg (Blick zur Baerwaldbrücke)
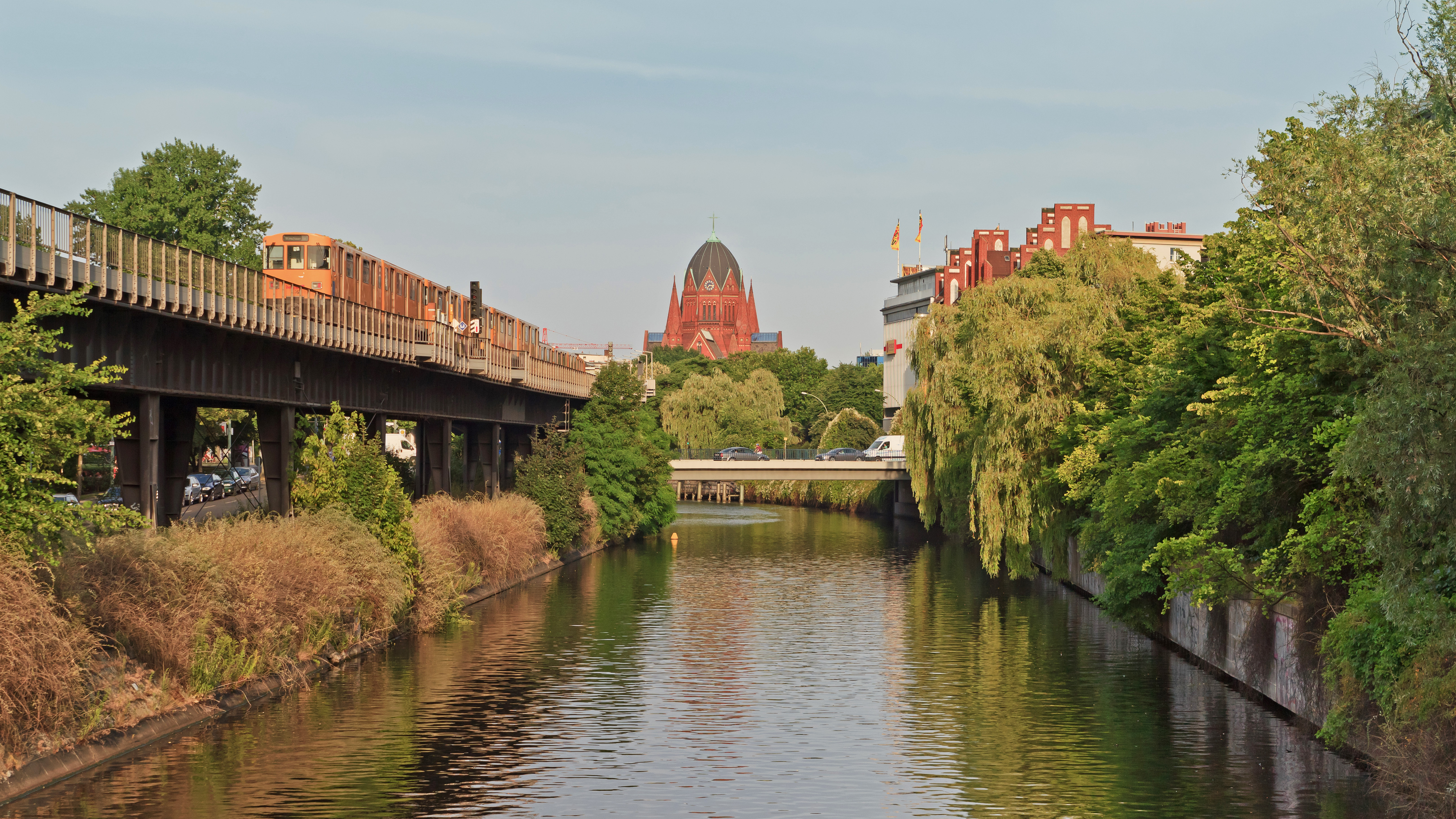
Landwehrkanal in Kreuzberg (Hallesches Ufer/ Tempelhofer Ufer)
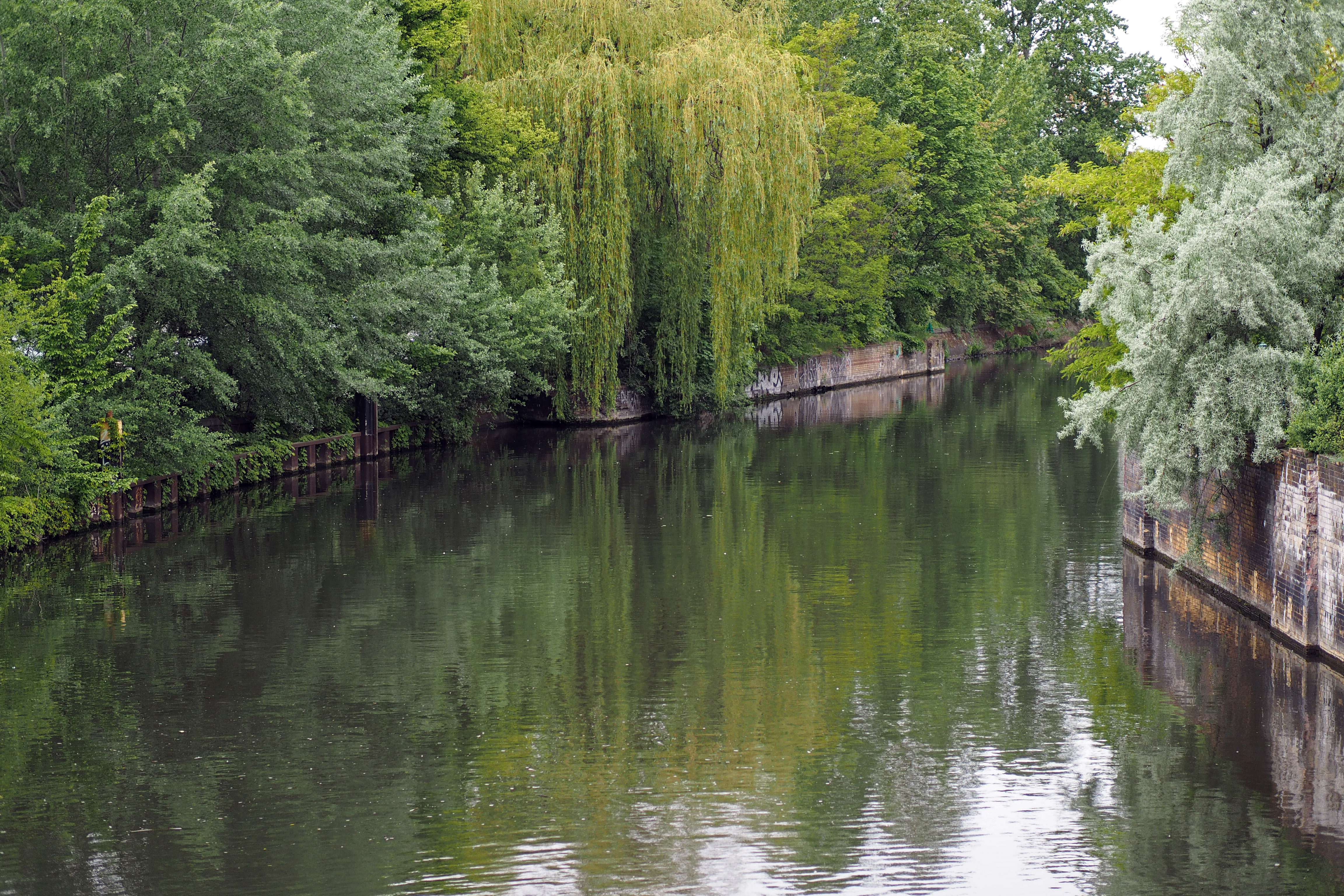
Blick auf den Landwehrkanal von der Köthener Brücke Richtung Westen
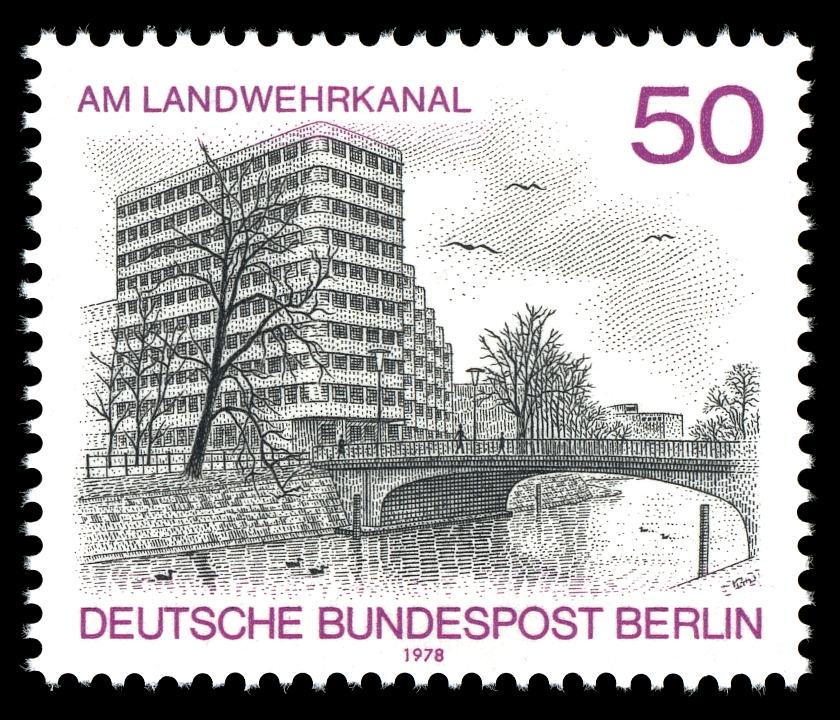
Briefmarke 1978 mit der Bendlerbrücke und dem Shell-Haus
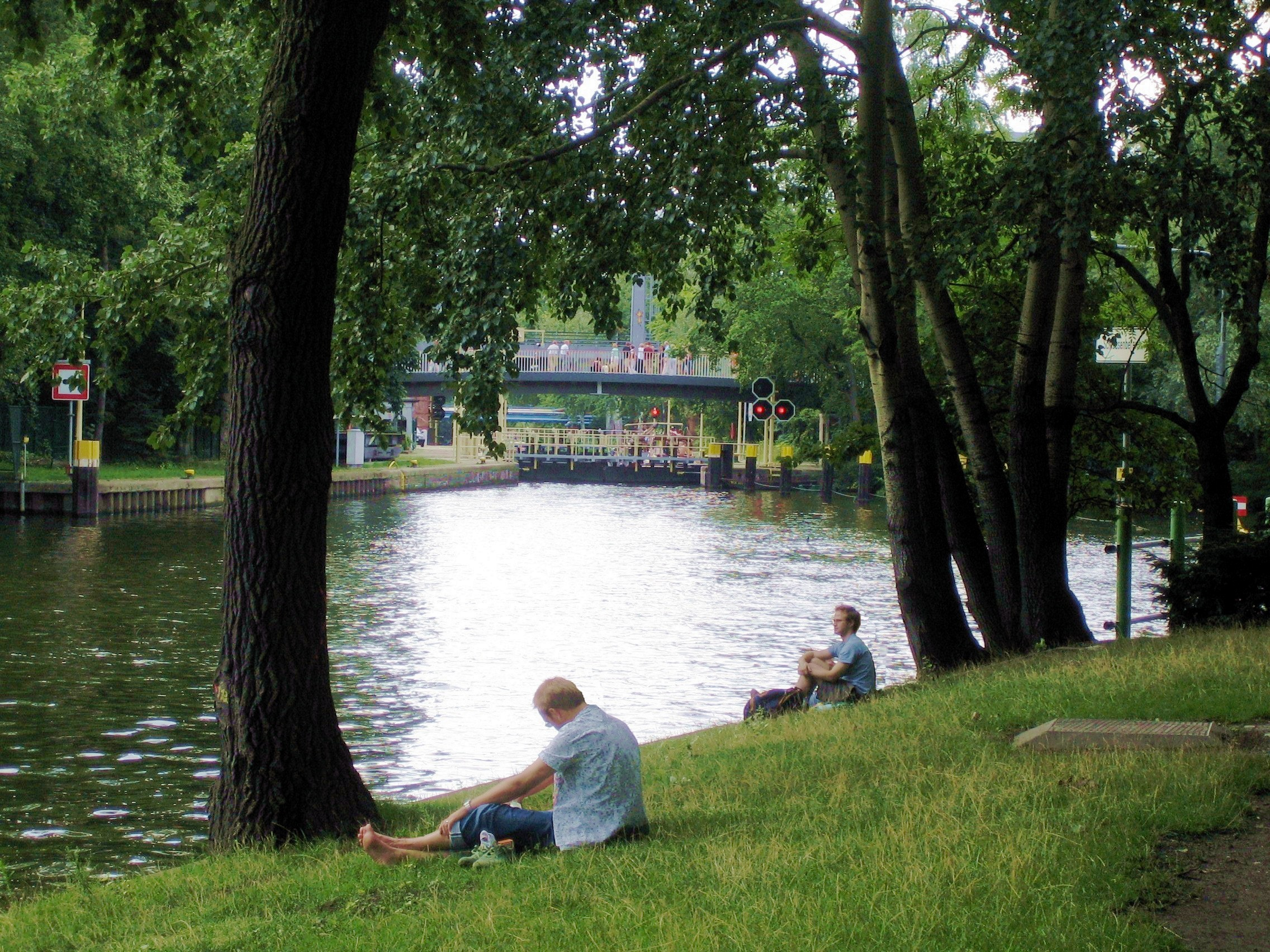
Kanalufer an der Tiergartenschleuse

## Filme
- Berlin mit dem Schiff erfahren. Auf dem Landwehrkanal. Dokumentarfilm, Deutschland, 2017, 89:09 Min., Buch und Regie: Thomas Zimolong, Produktion: rbb, Erstsendung: 27. Februar 2018 im rbb Fernsehen, Inhaltsangabe von ARD, online-Video aufrufbar bis 27. Februar 2019.